# Xeropigo oxente
Espèce
Xeropigo oxente est une espèce d'araignées aranéomorphes de la famille des Corinnidae.

## Distribution
Cette espèce est endémique du Rio Grande do Norte au Brésil,. Elle se rencontre à Baía Formosa.

## Description
Le mâle holotype mesure 8,59 mm.

## Publication originale
- Carvalho, Shimano, Candiani & Bonaldo, 2016  : More on the spider genus Xeropigo O.P.-Cambridge (Araneae, Corinnidae, Corinninae): seven new species and new records from Brazil. Zootaxa, no 4111(4), p. 365-392.